# Alfredo Cuadrado Freire
Alfredo Cuadrado Freire (nascido em 2 de maio de 1969) é um jogador espanhol de futebol de 5. Em 2013, foi condecorado com a medalha de bronze da Real Ordem ao Mérito Esportivo.
É filiado à federação esportiva DZ Malaga. Participou, representando a Espanha, do Campeonato Mundial de 2010 e, neste mesmo ano, disputou o Campeonato Europeu, onde a Espanha jogou contra a Turquia (país anfitrião), Rússia e Grécia na fase de grupos. Em agosto de 2011, integrou a seleção espanhola que disputou o Torneio Amistoso Internacional de futsal, organizado pela Espanha, em Madrid, jogando contra a Argentina, Inglaterra, Turquia e Itália.

## Vida pessoal
Nascido em 1969, em Madrid, Alfredo é cego e é classificado como atleta da classe B1. Atualmente reside em Málaga.

## Paralimpíadas
Integrou a seleção espanhola de futebol de 5 que conquistou a medalha de bronze nos Jogos Paralímpicos de Atenas 2004 ao derrotar a Grécia por 2 a 0. Participou também dos Jogos Paralímpicos de Londres 2012, onde a Espanha ganhou outro bronze após derrotar a Argentina por 1 a 0.